# 高遐年
高遐年，会稽人，是一名清朝政治人物。监生出身。
高遐年曾于雍正十二年(1734年)接替姜朝俊任建宁府知府一职，乾隆元年(1736年)由臧琮接任。